# 東武トップツアーズ
東武トップツアーズ株式会社（とうぶトップツアーズ）は、東京都墨田区に本社を置く日本の旅行会社。東武鉄道の連結子会社である。

## 概要
団体旅行を得意分野の一つとしており、教育関連、企業・法人、官公庁などに強みがある。また、外国の旅行会社とも提携し海外ネットワークを広げている。旧社名は東急観光株式会社で東急グループの一員であったが、2013年8月30日、東武グループ入りした。2015年4月1日、東武トラベルと合併し、現社名となった。
近年は会議ビジネスやWEB販売、あるいはSITツアー（テーマのある旅）等にも注力しており、「ストリームライン事業」や「ミーティングプランナーサービス」を強化している。ここで、「ストリームライン事業」はインセンティブツアーの提案、訪日外国人旅行者を含むイベントや会議の受け入れ、BTM（出張に係る旅行業務代行）を主に扱い、「ミーティングプランナーサービス」は会議やミーティングの企画・運営をサポートするものである。

## 歴史・沿革

### 歴史
1956年（昭和31年）、東京急行電鉄の子会社である「東急観光株式会社」として設立された。設立当初は「旅行業」で国内旅行の取扱いをしていたほか、東京タワーの大食堂などの「旅館食堂業」の二本柱をおこなっていた。その後、旅館食堂業での売上を資金に拡大をし、各地の旅行業者を買収。1959年末までに青森県から福岡県まで合計46か所となった。1957年4月に国鉄の団体旅客取扱指定業者。1958年5月には国鉄団体乗車券の発売が許可され、国内旅行大手4社の一つに数えられるまでになった。1960年に東急航空株式会社と合併し、旅行業務を海外旅行や訪日旅行を扱うまでに拡大し、航空貨物運送の代理店にもなった。特に東日本の地方都市での学校や企業に営業活動を行ってきたため、同地域での修学旅行や社員旅行は多く扱ってきた。そして1987年（昭和62年）には近畿日本ツーリストにつづき2番目となる東京証券取引所第一部への株式上場を果たした。
売上高では長年業界4位だったが、1990年（平成2年）から赤字となり無配が続き、1990年代後半には阪急交通社に抜かれ4位から転落する。2000年からはバブル崩壊後の不況の長期化に加え新型肺炎SARSやイラク戦争の影響による売上高の減少で厳しい経営状態となる。2003年から首都圏の個人旅行、国際旅行（BTMを含む）、法人営業の3つを分社し、6月には増資も行った。さらに東急電鉄と株式交換を行い同社の完全子会社になり、後に東証一部上場を廃止となった。しかし東急グループ全体でもリストラを余儀なくされており、東急観光も例外ではなく、2004年3月には東急電鉄が東急観光の株式の大部分を独立系の投資会社であるアクティブ・インベストメント・パートナーズに売却したため東急グループから外れることになった。
東急グループを外れてからは投資会社のもとで経営再建をすすめ、2004年7月に一旦分社化した個人旅行、国際旅行（BTMを含む）、法人営業の会社3社を吸収合併し、2006年1月には社名をトップツアー株式会社に変更した。その後2007年9月にはみずほ証券系ファンド会社であるポラリス・プリンシパル・ファイナンスが全株式を取得し、同社のもとで再上場を目指すとしていた。
その後、2013年7月31日、ポラリスが保有する株式を東武鉄道が8月30日付けで全て買い取ることを発表した。東武は自らのグループ内に旅行取扱高国内23位の旅行会社「東武トラベル」を既に抱えており、買収によりグループ全体で旅行取扱高国内10位（ホールセラー専業会社を除くと8位）に浮上している。

### 沿革

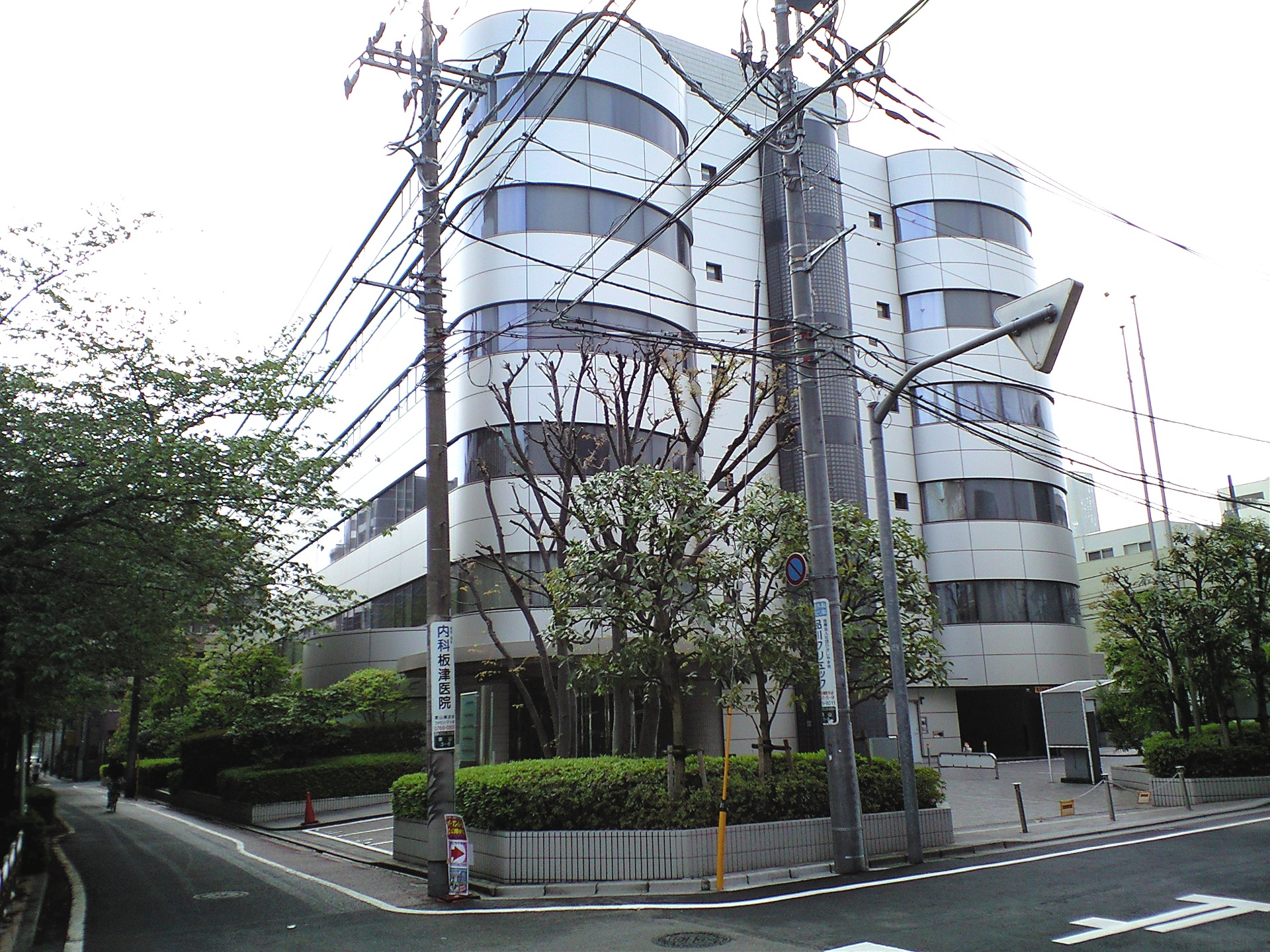
トップツアー時代の旧本社（東急池尻大橋ビル）。2015年5月現在は東京BTM事業部・メディア東京支店と同業者専用海外旅行店舗のエンパイア旅行センターが入居している。

- 1956年（昭和31年）1月 - 東急観光株式会社として設立。
- 1959年（昭和34年）12月 - 一般旅行斡旋業登録。
- 1972年（昭和47年）
  - 4月 - 東急航空株式会社と合併。
  - 12月 - パッケージツアー「トップツアー」の販売を開始。
- 1982年（昭和57年）7月 - 東証第二部上場。
- 1987年（昭和62年）6月 - 東証第一部に株式を上場（二部から指定換え）。
- 1993年（平成 5年）3月 - 本社所在地を東京都渋谷区から東京都目黒区に変更。
- 2003年（平成15年）
  - 1月 - 首都圏の個人旅行、国際旅行（BTMを含む）、法人営業の事業を分社化し、東急トラベルエンタテインメント株式会社（個人旅行）、東急ストリームライン株式会社（国際旅行・BTM）、東急ナビジョン株式会社（法人営業）を開業。
  - 12月 - 東証第一部上場の廃止。
- 2004年（平成16年）
  - 1月 - 株式交換により東京急行電鉄の完全子会社となる。
  - 3月 - 東急電鉄が保有する株式のうち85%をアクティブ・インベストメント・パートナーズに売却、東急グループから分離される。この時点では東急電鉄は引き続き15%の株式を持ち、東急観光の屋号は継続する。
  - 7月 - 東急トラベルエンタテインメント株式会社、東急ストリームライン株式会社、東急ナビジョン株式会社を合併。
- 2006年（平成18年）
  - 1月 - 社名をトップツアー株式会社に変更。
  - 2月 - 株式会社日中旅行社を子会社化[18]。
  - 5月 - ビジネストラベル部門で世界第3位のBCDトラベル（本社：オランダ）と業務提携[19]。
- 2007年（平成19年）9月 - アクティブ・インベストメント・パートナーズおよび東急電鉄が保有するトップツアー株式すべてをポラリス・プリンシパル・ファイナンスの所有するティラミスホールディングスに売却[20]。
- 2008年（平成20年）2月 - 株式会社日中旅行社を解散させる[21]。
- 2013年（平成25年）8月 - 東武鉄道がポラリスの保有するティラミスホールディングスの全株式を取得。
- 2015年（平成27年）4月 - 東武トラベルを吸収合併、東武トップツアーズ株式会社に社名変更。同時に本社を東京スカイツリーイーストタワーに移転。
- 2020年（令和2年）9月 - 「Go To Eat キャンペーン」用のLINE電子クーポンで各県の事業を受託。[22][23]
- 2021年（令和3年）5月 - 自衛隊大規模接種センターにおける新型コロナウイルスワクチン接種事業の運営を受託。[24]
- 2021年（令和3年）8月 - 初代観光庁長官を務めた本保芳明が取締役会長に就任。[25]
- 2021年（令和3年）8月 - LINEを活用したモバイル定期券を発売。[26]
- 2021年（令和3年）10月 - ワクチン接種証明アプリ「スマートコロナパス」を開発。観光庁の実証事業に採用。[27][28]

## 店舗
店舗は基本的に法人営業本部管轄の空中店舗が多く、個人営業本部の管轄は東武沿線を中心とする首都圏の16店舗に限られる。ただし、旧東武トラベルの店舗を中心に法人営業本部管轄でも館林駅支店、甲府支店など個人向けカウンター営業を行っている例も若干あり、特に2017年3月までの福山支店（福山と～ぶホテル1階と3階）の1階カウンターは道路に面した通常の店舗形式となっていたが、同支店は店舗移転後に空中店舗化した。
法人営業本部管轄店舗でも、一部店舗は「特急券取扱支店」として、特急券及びSL・DL座席指定券の販売、インターネットもしくは東武鉄道お客さまセンターを通じて電話予約した特急券、SL・DL座席指定券の引換業務を行っている。

## 関連会社
- 株式会社トップ・スタッフ

## その他
- 投資会社が主要株主となった2004年（東急観光時代）、投資会社と進める労働協約の変更をめぐり東急観光労働組合（第一労働組合）と対立し社員会（第二労働組合）を結成させ、社員会会員にのみ賞与一時金を支給する差別行為や東急観光労組員の脱退工作を行ったため労働争議が起こり、東京都労働委員会からの和解勧告も拒否したため訴訟にまで発展したが[31]、最終的に2005年11月に都労委で東急観光労組と和解し訴訟も取り下げられ解決した[32]。
- 2009年3月11日、岡山市の市立中学校の修学旅行受注において違法なカルテルを結んだとして、岡山支店がJTB中国四国、近畿日本ツーリスト、日本旅行、東武トラベル各社の岡山支店とともに公正取引委員会の立ち入り調査を受け[33]、トップツアーを含めた3社は排除措置命令を受けた[34]。